# Manuel Freire Themudo Barata
Manuel Freire Temudo Barata GCIH • GOSE • ComA • MOSD • MPSD • MSMM • MTMM • MPDN • MPAH (Estarreja, 24 de agosto de 1919 – 25 de abril de 2003) foi um militar português.

## Biografia
Nasceu em Estarreja a 24 de Agosto de 1919. Estudou em Lisboa, fez os Preparatórios Militares na Faculdade de Ciências (1936/38) e concluiu o curso de Artilharia da Escola do Exército em 1942.
Iniciou a carreira militar na montagem da Defesa Antiaérea de Lisboa, durante a Segunda Guerra Mundial. Desenvolveu depois grande atividade no plano desportivo, em várias modalidades desportivas, como treinador de equipas que conquistaram campeonatos militares e chefiou a seleção nacional militar de futebol que venceu provas internacionais.
Como Tenente-Coronel comandou, em Cabinda, o Batalhão de Artilharia n.º 1886 (1966–68). Entre 1968 e 1971 comandou o Regimento de Artilharia Anti-Aérea Fixa (Queluz), frequentou o Curso de Altos Comandos (1972/73) e foi professor no Instituto de Altos Estudos Militares.
Promovido a General em 1976, foi Governador e Comandante do Sector de Cabinda, até Novembro de 1974, foi Professor do Instituto Superior Naval de Guerra (1975), Vogal do Conselho Superior de Disciplina do Exército (1976-77) e Diretor do Instituto de Altos Estudos Militares (1975–76 e 1977–78).
Na situação de Reserva foi Presidente da Comissão para o Estudo das Campanhas de África (1979–89), Diretor do Serviço Histórico-Militar (1982–89), Presidente da Comissão Executiva das Comemorações do VI Centenário da Batalha de Aljubarrota (1985–86), Diretor da "Revista de Artilharia" (1978–79) e Vogal da "Revista Militar" (1977–95), que lhe atribuiu o Prémio "Almirante Augusto Osório".
Na Reforma e até ao seu falecimento, em 2003, foi Presidente da Sociedade Histórica da Independência de Portugal (desde 1987) e da Comissão Portuguesa de História Militar (1989–2003). A nível internacional, ocupou o cargo de Vice-Presidente do Bureau Diretivo da Comissão Internacional de História Militar, entre 1995 e 2000.

## Filiações
Manuel Freire Themudo Barata foi Sócio de Número da Sociedade Científica da Universidade Católica Portuguesa, Académico de Mérito da Academia Portuguesa da História, Sócio Correspondente do Instituto de Geografia e História Militar do Brasil e da Academia de História Militar do Paraguai.

## Artigos e livros publicados
Autor de mais de duas centenas de trabalhos, escreveu ou coordenou duas dezenas de livros, destacando-se "Resenha Histórico-Militar das Campanhas de África", "Subsídios para o Estudo da Doutrina Aplicada nas Campanhas de África" e "Nova História Militar de Portugal" (co-autor), em cinco volumes, publicada já depois da sua morte.

## Louvores e condecorações
Foi agraciado com a Ordem Militar de Avis (Oficial a 2 de janeiro de 1954 e Comendador a 5 de junho de 1962), Ordem Militar de Santiago da Espada (Grande-Oficial a 28 de julho de 1989) e Ordem do Infante D. Henrique (Grã-Cruz a 6 de março de 2002). Em 2000, foi admitido à Ordem do Mérito Militar brasileira no grau de Oficial especial pelo presidente Fernando Henrique Cardoso. Foi condecorado com 5 medalhas de Serviços Distintos (2 de Ouro, 1 de Prata com palma e 2 de Prata), Mérito Militar (2.ª e 3.ª classes), Medalha da Defesa Nacional (1ª Classe) (a título póstumo); D. Afonso Henriques (Patrono do Exército, 1.ª classe), Comportamento Exemplar (Ouro) e Comemorativa das Campanhas de Angola e, também, agraciado com a Medalha de Prata Comemorativa do 5.º Centenário da Morte do Infante D. Henrique, Dedicação Prata da Legião Portuguesa e, pelo governo do Brasil, com a Medalha do Pacificador.